# Tolvslaget på Skansen
Tolvslaget på Skansen är ett direktsänt musikunderhållningsprogram från Sollidenscenen på Skansen i Stockholm. Programmet har sänts i Sveriges Television varje nyårsafton sedan den 31 december 1977. Den konstanta traditionen i programmet är inslaget då Edvard Fredins tolkning av Alfred Tennyson-dikten Nyårsklockan (engelska: Ring Out, Wild Bells) läses minuterna före tolvslaget. Varje år framförs musikverk i programmet före och efter diktläsningen inför en stor ståpublik. Under perioden 1977–2013 delades diktläsaruppdraget av skådespelarna Georg Rydeberg, Jarl Kulle, Margaretha Krook och Jan Malmsjö. Sedan 2014 byts diktläsaren ut varje år. På senare år har bland andra Loa Falkman, Pernilla August, Mikael Persbrandt, Lena Endre och Lena Olin innehaft det traditionstyngda hedersupppdraget.

## Medverkande
- 2009: Lisa Nilsson, Peter Mattei och Bengan Jansson. Diktläsare: Jan Malmsjö.

- 2010: Tommy Körberg, Sarah Dawn Finer, Gipsy Brothers och Nyårskören under ledning av Gustaf Sjökvist. Programledare: Linda Nyberg. Diktläsare: Jan Malmsjö.[1]

- 2011: Rigmor Gustafsson, Elin Rombo, Roger Pontare, eldkonstnärerna Burnt out Punks och Nyårskören under ledning av Gustaf Sjökvist. Programledare: Anne Lundberg. Diktläsare: Jan Malmsjö.[2]

- 2012: Carola, Peter Jöback, sopranen Malin Byström, Gustaf Sjökvists kammarkör samt tal av Kristina Lugn. Diktläsare: Jan Malmsjö.

- 2013: Lisa Nilsson, Samuel Ljungblahd, koloratursopranen Kerstin Avemo, Theresia Widarsson (Glada Hudik-teatern), Katja Dragojevic och eldkonstnärerna Burnt out punks, Gustaf Sjökvists kammarkör samt sång och dans med Trace by Base. Diktläsare: Jan Malmsjö.

- 2014: Charlotte Perrelli, Linnea Henriksson, John Lundvik, JA (Anton Hagman och Jonas Peker), Gustaf Sjökvists kammarkör, Görgen Antonsson samt eldkonstnärerna Burnt Out Punks och nyårsbrandtal av Behrang Miri. Diktläsare: Loa Falkman.

- 2015: Jerry Williams och Malena Ernman, Kristin Amparo och Combo de la Musica, Mariette, samt Rongedal som framförde ett tolvlåtarsmedley med de internationella hitlåtar från de senaste fem decennierna. Samt intervju med historikern Christopher O'Regan. Diktläsare: Malena Ernman. Programledare: Mikael Leijnegard.

- 2016: Anne-Lie Rydé och Elisa Lindström hyllade de under året bortgångna Prince och Glenn Frey (sångare och frontfigur i The Eagles). Brolle hyllade 60-årsfirande Sveriges Television genom att tolka musikverk från TV-premiäråret 1956 (bland andra Elvis Presley). Gladys del Pilar, Blossom Tainton, Jessica Folcker och Boris René framförde Motown-hitlåtar ur sin musikalshow The Music of Motown. Diktläsare: Pernilla August. Programledare: Mikael Leijnegard.

- 2017: Eric Gadd firade 30 år som artist och framförde ett jubileumsmedley, Gunilla Backman hyllade 75-årsjubilerande Barbra Streisand, Edda Magnason framförde ett musikverk från 75-årsjubilerande långfilmen Casablanca, The Choir by Abba The Museum, Ibrahim Nasrullayev, Linda Pira och norska Kamferdrops. Diktläsare: Krister Henriksson. Programledare: Kattis Ahlström.

- 2018: Moneybrother (Anders Wendin) hyllade den under året bortgångne Jerry Williams, Sissel Kyrkjebø bjöd på ett uruppförande av nyårshymnen ”Önska dig ett gott nytt år”, nyskriven av Stefan Nilsson och Py Bäckman, Darin, Smith & Thell, Sandro Cavazza och Lou Elliotte (från Estraden), samt LaGaylia Frazier som hyllade den under året bortgångna Aretha Franklin med ett hitsmedley. Diktläsare: Mikael Persbrandt. Programledare: Anne Lundberg.

- 2019: Jakob Hellman, Sanna Nielsen, Tusse (vinnare av Idol 2019), Stina Wollter, Anna Stadling, Rickard Söderberg samt ett stort hyllningsnummer till Max Martin av Hanna Ferm, Mariette och Victor Crone. Diktläsare: Lena Endre. Programledare: Sanna Nielsen.

- 2020: Tomas Ledin bjöd på ett stort hitsmedley ur sin artistkarriär, Sarah Klang, Amanda Bergman & Sabina Ddumba tolkade Fleetwood Mac, Lisa Nilsson, Kaliffa, Svea & Zikai tolkade Rihanna. Diktläsare: Sofia Helin. Programledare: Parisa Amiri och Anders Lundin.

- 2021: Lena Philipsson bjöd på ett hitsmedley ur sin artistkarriär, Ludwig Hart, Isabella Lundgren & Niklas Lind bjöd på ett storbandsswingjazzmedley, Jill Johnson, Tusse, Johan Ståhl (magiker) och Hampus Nessvold (komiker) med flera. Diktläsare: Reine Brynolfsson. Programledare: Alexander Letic och Jill Johnson.

- 2022: Peter Jöback & Petra Marklund, Get Up Soul Choir, Nadja Kasanesh Holm tolkade Whitney Houston, Mariette & Jessica Andersson bjöd på ett arenarockmedley av sina rockidoler,  Rennie Mirro & Joachim Bergström bjöd på ett retrosoulmedley, Frida Green. Diktläsare: Lena Olin. Programledare: David Sundin.

- 2023: Sissel Kyrkjebø hyllade den i år bortgångne kompositören Stefan Nilsson, Alba August, Lasse Holm bjöd på ett hitsmedley ur sin artist- och låtskrivarkarriär, Kalle Moraeus, Joanné Nugas tolkade Louis Armstrong, Gunilla Backman och Johan Boding hyllade den i år bortgångne Lasse Berghagen och LaGaylia Frazier hyllade den i år bortgångne Tina Turner. Programledare: Nikki Amini och Micke Leijnegard. Diktläsare: Tomas von Brömssen.[3]

- 2024: Miriam Bryant och Kapari, Sarah Klang, Loa Falkman, Gustaf Norén, Janice Kavander, Laila Adèle, Mary N'diaye, Prince Mpedzisi (ensemble ur Dreamgirls musikalen), ODE (Emilia Amper, Olle Linder, Dan Knagg). Diktläsare: Johan Rabaeus. Programledare: Farah Abadi.

## Orkestern
Sedan 2011 har artisterna ackompanjerats av en stor orkester under ledning av kapellmästare Johan Granström.  Orkestern är även huvudstommen i det husband som ackompanjerat artisterna i TV-programmet Moraeus med mera 2011–2017.
- Johan Granström bas
- Johan Löfcrantz Ramsay trummor
- Anders Lundqvist klaviatur
- Dea Norberg körsång
- Britta Bergström körsång
- Jörgen Stenberg slagverk
- Torbjörn Fall gitarr
- Pär Grebacken saxofon och flöjt.
- Karin Hammar trombon
- Patrik Skogh trumpet.